# (37981) 1998 HD130
1998 HD130 (asteroide 37981) é um asteroide da cintura principal. Possui uma excentricidade de 0.14052830 e uma inclinação de 17.62858º.
Este asteroide foi descoberto no dia 19 de abril de 1998 por LINEAR em Socorro.